# Игуманија Сара (Ђукетић)
Сара (Лепосава Ђукетић; Шушњар, код Лазаревца, 13. децембар 1904 — Манастир Копорин, 27. април 1964) била је игуманија манастира Љубостиње, Ћелије и Копорин. Сара је својевремено била једна од најугледнијих монахиња у Југославији, духовно чедо и штићеница владике Николаја Велимировића и Јустина Поповића.

## Биографија

### Младост и монашење
Рођена је 13. децембра 1904. године као Лепосава Ђукетић, у селу Шушњару код Лазаревца. Када је напунила 25 година, Лепосава са сестрама Стојком и Радојком одлази у манастир Петковицу, код Шапца, где постаје искушеница. У Петковици су у то време живеле руске монахиње—избеглице, заједно са својом игуманијом Сидонијом. Године 1931. мати Сидонија шаље Лепосаву и Стојку у Београд, да васпитавају децу и омладину у новооснованим хранилиштима и домовима. Две сестре Ђукетић овде упоредо уче црквено појање и завршавају женску занатску школу.
Три године касније, Сара добија позив од владике Николаја Велимировића да пређе у манастир Калиште на Охриду, и исте године, на Лазареву суботу, ту се замонашује и постаје Сара. Заједно са њом, монашки подвиг преузела је на себе и млада Даница Миленовић, од тог дана Варвара. Обе монахиње ће већ наредне деценије постати игуманије манастира Љубостиње.
Сара је после монашења премештена у Битољ, где је радила у дечјем обданишту Богдај, да би 1937. године била послата у овчарско—кабларски манастир Јовање. Њено име је у Летопису јовањских сестара. Она исте године од владике Николаја добија још једно задужење: да после недавне смрти вазнесењске игуманије Параскеве обнови овчарски манастир Вазнесење. У Вазнесењу се монаши њена сестра Стојка и .узима име Антонина. Опет по налогу владике Николаја, Сара из манастира одлази у Босну, на краћи мисионарски рад, па се одатле 1938. враћа у Чачак, да преузме управу над хранилиштем које је основао Велимировић.

### Игуманија манастира Љубостиње
У јесен исте године владика Сару, као настојатељицу, шаље у Љубостињу, која је тада постала женски манастир. За врло кратко време Сара у манастир доводи више од двадесет монахиња, да се у ратним годинама заједно старају о ратној сирочади, и да раде на одржавању великог манастирског поседа.
У Љубостињи је мати Сара је уживала велику подршку и наклоност и владике Николаја Велимировића који је ту провео осамнаест месеци (од Петровдана 1941, до 5. децембра 1942) у кућном заточеништву. Од њега је у аманет добила бележницу у виду духовног приручника, са саветима за сестринство. Након његовог одласка нестаје и заштита коју је Сара донекле уживала. Иако су монахиње говориле да су врата манастира била отворена за све, и да оне ни на који начин не бирају страну у рату, биле су изложене злостављању и од стране четника и од партизана и од Немаца. Игуманија Сара била је оптужена за суделовање у два хапшења и убиства. Уз то, четници су је оптужили за учествовање у убиству Јова Гордића, сина четничког команданта, Николе Гордића. Игуманија је, с друге стране, још била оптужена и за скривање четничке радио-станице, коју су наводно Енглези даривали Николају Велимировићу.
Ђукетићева је из Љубостиње напокон побегла санкама, којима је до Трстеника превезао један од радника у манастиру. Њене сестре Антонина и Радојка убијене су у Љубостињи неколико дана касније.

### Игуманија Ћелија и Копорина
Године 1946. Сара постаје игуманија манастира Ћелије, где јој се придружују шест љубостињских сестара. Две године касније ту долази архимандрит Јустин Поповић, чувши за ред и мир и дисциплину које је игуманија Сара завела. Поповић је манастир Ћелије сматрао најоптималнијим местом за умни и књижевни рад. Његов боравак је касније од скромног манастира направио место ходочашћа и једну од најпознатијих и најбогатијих богомоља у земљи. Сара Ђукетић је 1950. године одликована напрсним крстом, али убрзо долази до размимоилажења између Поповића и ње. Тврдили су да се не слажу око поимања монашког реда и дисциплине.
На наговор владике Николаја, Ђукетићева у марту 1958. године одлази да уреди манастир Копорин и ту остаје до своје смрти. Као и пре, и тада за собом води скоро половину монахиња, и врло брзо почиње обнову браничевског манастира. Била је позната као веома поштована монахиња, и као енергична, предузимљива, строга али праведна игуманија.
Сара Ђукетић умрла је као схимонахиња 1964. године у Копорину, где је и сахрањена.